# Mercedes-Benz T 2
T 2 bezeichnet eine Baureihe von Transportern, die von 1967 bis 1996 von Daimler-Benz gebaut wurde. Er wird auch als Düsseldorfer Transporter bezeichnet (von Liebhabern und Sammlern daher auch „DüDo“ genannt), da er bis 1991/92 im Werk Düsseldorf gebaut wurde; die Bezeichnung T 2 erhielt er erst später nach Einführung des kleineren T 1. Danach erfolgte die Produktion des T 2 im Werk Ludwigsfelde, in dem bis 1990 der IFA W50 sowie der L60 gebaut worden war. Seit der zweiten Generation wurde das Modell auch im spanischen Montagewerk Alcobendas montiert. Mit dem Generationswechsel zur dritten Generation erhielt die Baureihe T 2 dann den Namen Vario. Der T 2 nahm innerhalb der Modellpalette eine Position oberhalb des Harburger Transporters bzw. späteren T 1 sowie des N1300 bzw. MB 100 ein und war unterhalb des leichten Frontlenkers angesiedelt.

## Mercedes-Benz T 2 (alt), Baumuster: 309, 310, 313
Der T 2 kam 1967 als Nachfolger der Großtransporter-Baureihe L 319 auf den Markt. Er stand zunächst als Kastenwagen, Pritschenwagen (auch als Doppelkabine; oft als DoKa bezeichnet) und Kleinbus zur Verfügung und ermöglichte dabei eine Nutzlast von 1 bis 2,6 Tonnen. Zunächst waren zwei verschiedene Radstände von 2950 mm und 3500 mm im Sortiment. Die verfügbaren Motoren waren zu Beginn ein Dieselmotor OM 621 mit 55 PS (40 kW) und der Ottomotor M 121 mit 80 PS (59 kW). Dieser war auch in einer Variante mit verringerter Verdichtung erhältlich, die 68 PS (50 kW) leistete und kein Superbenzin erforderte. Einheitlich wurde ein vollsynchronisiertes Vierganggetriebe verwendet. Fahrwerksseitig wurden lange, vergleichsweise weiche Blattfedern mit Drehstabilisatoren vorn und wahlweise auch hinten verwendet. Über die Bauzeit hinweg standen – je nach Modell – bis zu drei verschiedene Hinterachsübersetzungen zur Auswahl.
Zum Teil wurden spätere DüDos der Modellreihen 406 D und 407 D mit dem Reihenvierzylinder-Dieselmotor OM 615 bzw. OM 616 ausgestattet, der bereits aus der Pkw-Reihe W 115 (dem so genannten „Strich-Acht“, da ab 1968 produziert) bekannt war. Denselben Motor nutzte Daimler-Benz auch in der kleineren Baureihe T 1. Der größte Teil der T-2-Transporter (408 D, 508 D, 608 D, O 309) wurde mit dem ab 1968 verfügbaren Reihenvierzylinder-Dieselmotor des Typs OM 314 mit 3780 cm³ bestellt, der es auf eine Spitzenleistung von 80 PS (59 kW) bzw. einige Jahre später 86 PS (63 kW) brachte. Des Weiteren gab es in den letzten Baujahren einen 130-PS-(95-kW)-Motor (OM 352) für das Sechs-Tonnen-Fahrgestell (613 D). Über die gesamte Bauzeit hinweg gab es auch Varianten mit Ottomotoren. Die entsprechenden Verkaufsbezeichnungen hierzu lauteten anfangs 408 und änderten sich über die Jahre in 409 und 410 (Busausführung O 309). Als Motoren wurden über die Jahre diverse Varianten der Baureihen M 121, M 115 und M 102 eingebaut.
Ab 1977 war die Karosserie für Kastenwagen und Kombi/Kleinbus auch in einer größeren Breite, dem sogenannten „Breitmaul“, lieferbar. Im selben Jahr erfuhr die Baureihe eine erste Modellpflege, die sich ihrem Äußeren an den moderneren Heckleuchten und gummibewehrten Stoßfängern erkennbar machte. Im Inneren erleichterten ein neues Armaturenbrett sowie Kurbel- statt der bis dahin üblichen Schiebefenster dem Fahrer das Leben. Die Dreiecksfenster in der Tür waren zudem als Ausstellfenster ausgeführt. Außerdem gab es neue Bedienhebel und Griffe sowie ein griffig ummanteltes Lenkrad.
1981 gab es ein zweites Facelift; einen neuen, schwarzen Kunststoff-Kühlergrill und einen breiten Stoßfänger aus Kunststoff. Zugleich stattete das Düsseldorfer Werk die Großtransporter obendrein mit einer neuen Innenverkleidung aus. Außerdem wurde nun generell mittels Zündschlüssel gestartet. Bislang musste zum Starten des Motors meistens ein Zündschlüssel in Form eines zylindrischen Metallstifts eingesteckt werden. Damit wurde der Stromkontakt hergestellt. Bis 1981 wurde mit dem Stiftschlüssel auch das Standlicht sowie das Abblendlicht in zwei Stufen eingeschaltet. Beim Direkteinspritzermotor musste zum Starten ein Startknopf gedrückt werden bis der Motor ansprang, da die Schlüsselvariante nur als Sonderausstattung erhältlich war.
Zu Beginn der 1970er Jahre war der T 2 einige Jahre lang zusätzlich unter dem Markennamen Hanomag-Henschel erhältlich. Daimler-Benz hatte den Lkw-Bereich von Hanomag-Henschel einige Zeit vorher aufgekauft. Scheinwerfer und Kühlergrill wichen im Aussehen vom Mercedes-Benz-Pendant ab, ansonsten waren die Fahrzeuge baugleich und wurden gemeinsam mit den Mercedes-Benz T 2 in Düsseldorf hergestellt.
Alle Varianten des T 2 waren weit verbreitet; sie fanden Verwendung als Lieferwagen, leichte Baustellenfahrzeuge, Feuerwehr- und Polizeifahrzeuge, Rettungs-/Notarztwagen, Paketzustellfahrzeuge der Deutschen Bundespost (meist mit Schiebetür auf Fahrer- und Beifahrerseite) und für Sonderanwendungen, beispielsweise für die Bundeswehr. Berühmtheit erlangten sie unter dem Spitznamen „Berliner Wanne“ als Einsatzfahrzeuge der Berliner Polizei, die ihre Beamten damit u. a. zu Demonstrationen und Krawallen beförderte. Des Weiteren war die Baureihe T 2 als Feuerwehrfahrzeug im Einsatz.
Die Produktion von Kasten- und Pritschenwagen endete in Deutschland nach etwa 540.000 Exemplaren im Jahr 1986, der Bus wurde allerdings noch eine Weile weiter produziert. Im heutigen Straßenbild findet man die erste Generation häufig noch als Wohnbus.

### Modelle
| Bezeichnung Verkauf   | Motor         | Zylinder      | Hubraum       | Leistung                                              | Drehmoment                              | Bauzeit                        |
| Dieselmotoren         | Dieselmotoren | Dieselmotoren | Dieselmotoren | Dieselmotoren                                         | Dieselmotoren                           | Dieselmotoren                  |
| --------------------- | ------------- | ------------- | ------------- | ----------------------------------------------------- | --------------------------------------- | ------------------------------ |
| 406 D                 | OM 621 VIII   | Reihe 4       | 1988 cm³      | 40 kW (55 PS) bei 4350/min                            | 113 Nm bei 2400/min                     | 1967                           |
| 406 D                 | OM 615 D 22   | Reihe 4       | 2197 cm³      | 44 kW (60 PS) bei 4200/min                            | 126 Nm bei 2400/min                     | 1968–1974                      |
| 407 D                 | OM 616        | Reihe 4       | 2404 cm³      | 48 kW (65 PS) bei 4200/min                            | 137 Nm bei 2400/min                     | 1974–1982                      |
| 407 D                 | OM 616        | Reihe 4       | 2399 cm³      | 53 kW (72 PS) bei 4400/min                            | 137 Nm bei 2400/min                     | 1982–1986                      |
| 408 D / 508 D / 608 D | OM 314        | Reihe 4       | 3758 cm³      | 63 kW (85 PS) bei 2800/min 59 kW (80 PS) bei 2800/min | 235 Nm bei 1800/min 228 Nm bei 1800/min | 1968–1986 (408 D bis ca. 1972) |
| 613 D                 | OM 352        | Reihe 6       | 5675 cm³      | 96 kW (130 PS) bei 2800/min                           | 363 Nm bei 2000/min                     | 1977–1986                      |
| Ottomotoren           |               |               |               |                                                       |                                         |                                |
| 408                   | M 121         | Reihe 4       | 1988 cm³      | 59 kW (80 PS) bei 5000/min                            |                                         | 1967                           |
| 408                   | M 115 V 22    | Reihe 4       | 2197 cm³      | 63 kW (85 PS) bei 5000/min                            |                                         | 1968–1974                      |
| 409                   | M 115 V 23    | Reihe 4       | 2307 cm³      | 66 kW (90 PS) bei 4800/min                            | 160 Nm bei 2000/min                     | 1974–1982                      |
| 410                   | M 102 V 23    | Reihe 4       | 2299 cm³      | 70 kW (95 PS) bei 5200/min                            | 170 Nm bei 2500/min                     | 1982–1986                      |

### Galerie

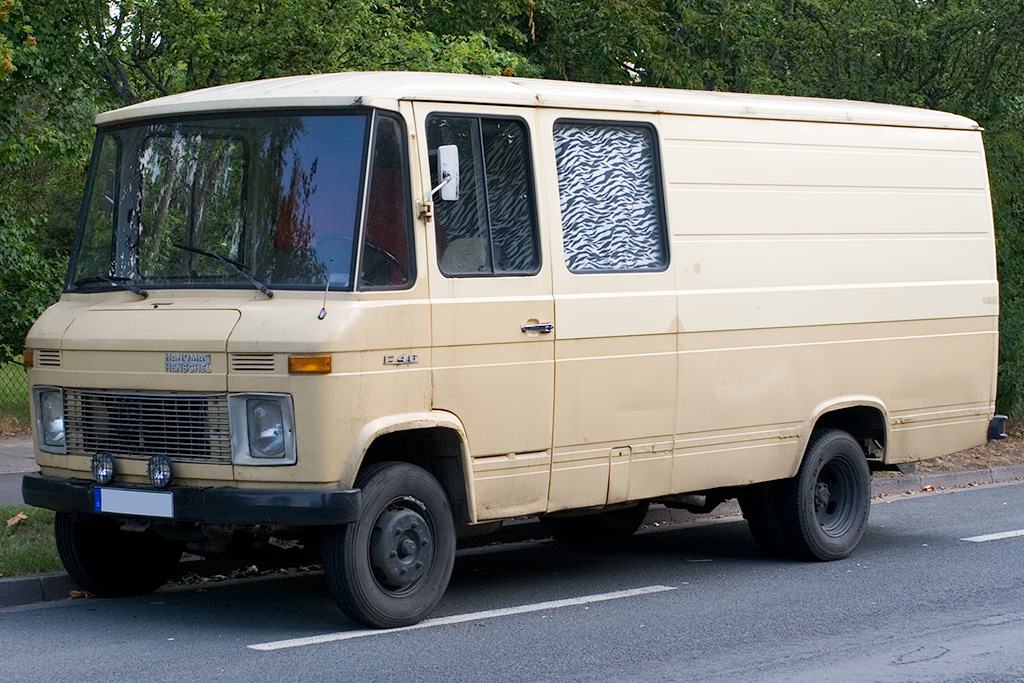
Hanomag-Henschel F 46 mit T-2-Karosserie
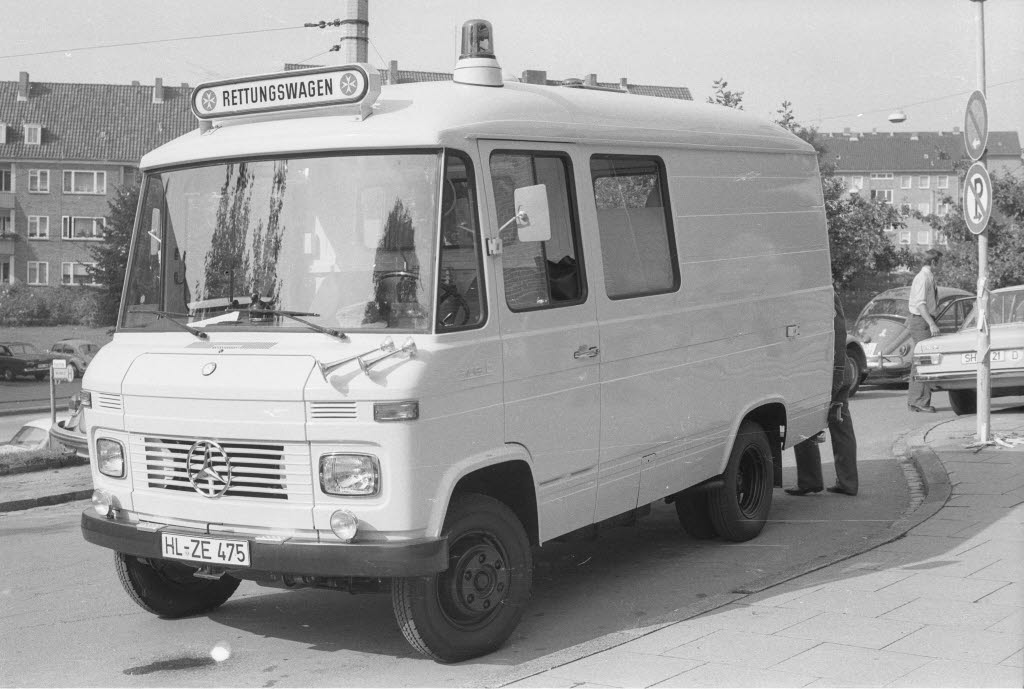
Malteser-Rettungswagen, Indienststellung 1973
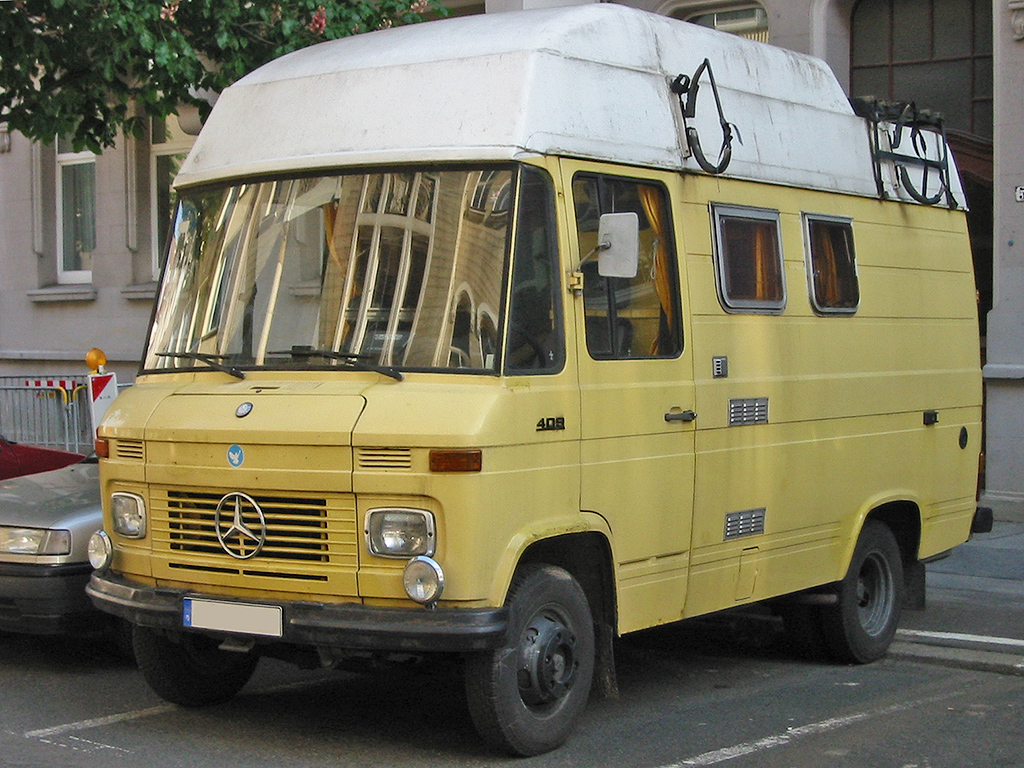
Mercedes-Benz T 2 (1967–1981) als Wohnmobil
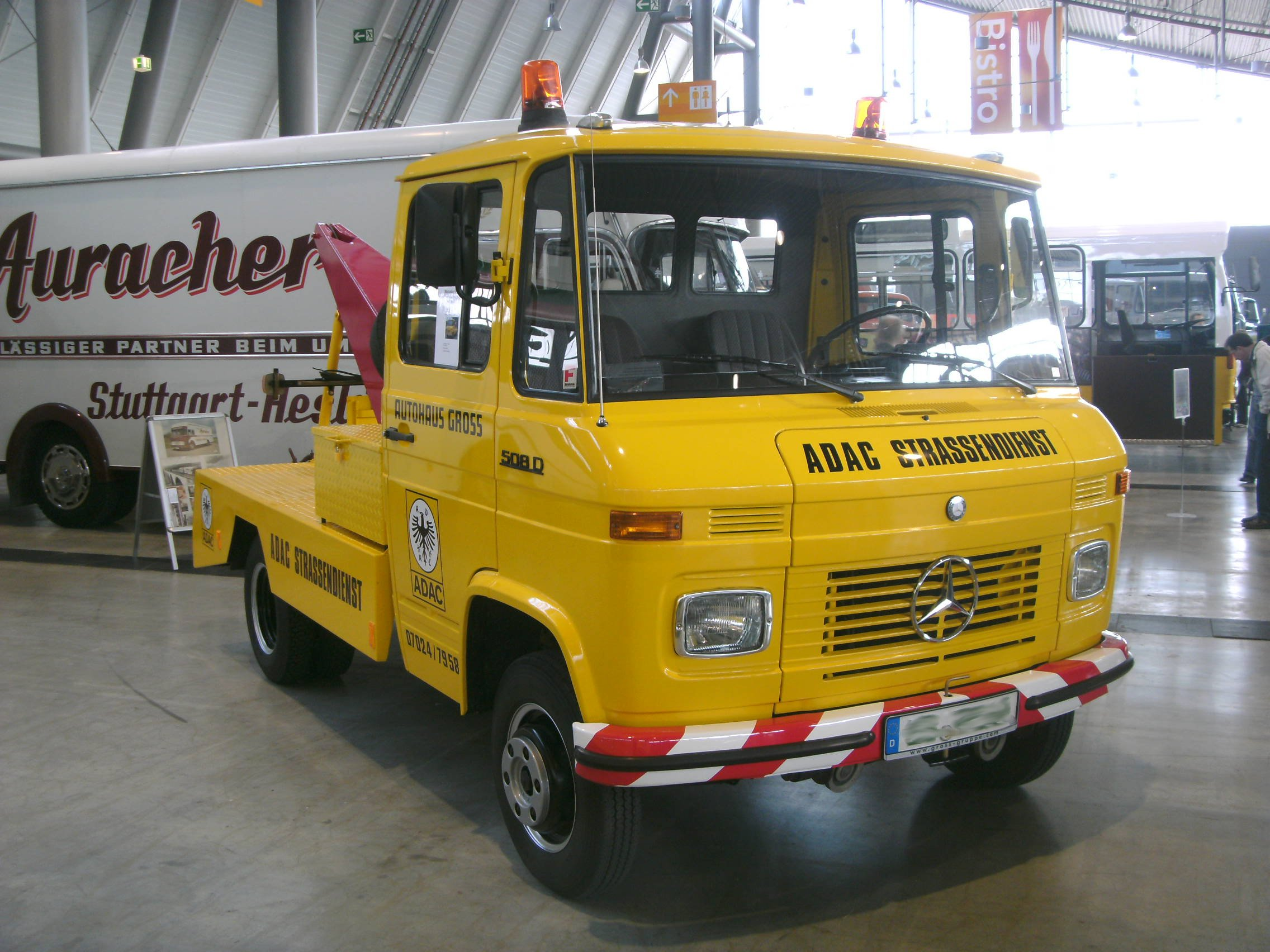
Mercedes-Benz L 508 D Abschleppwagen
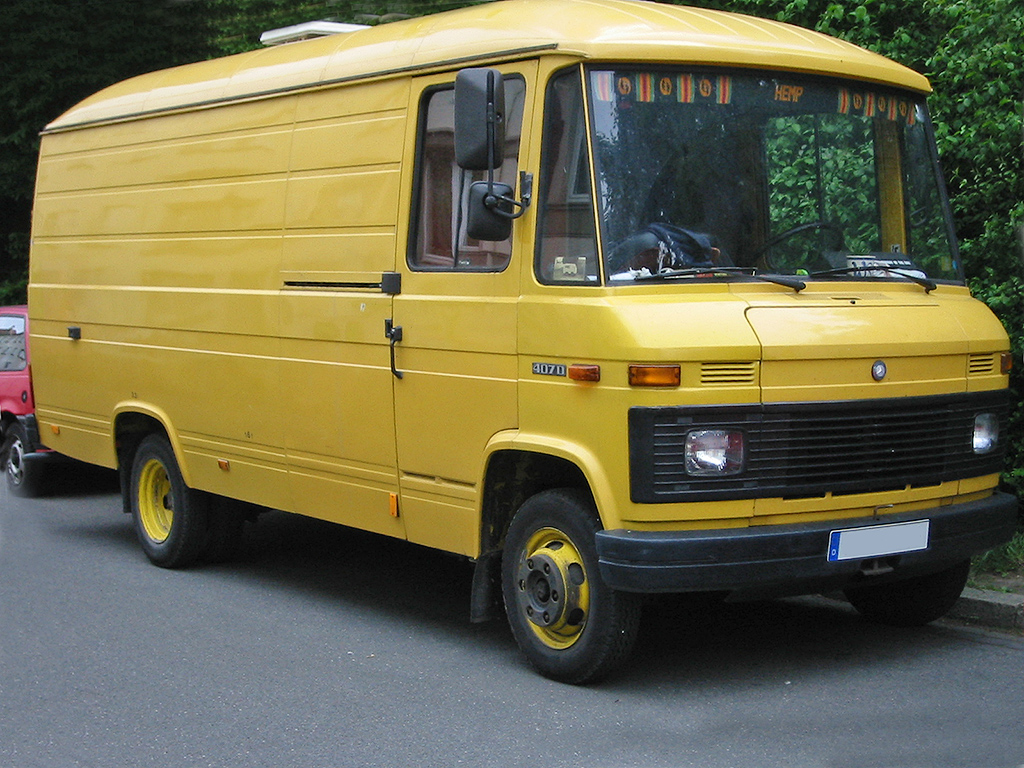
Mercedes-Benz T 2 mit Hochdach und Schiebetür nach Facelift (1981–1986)
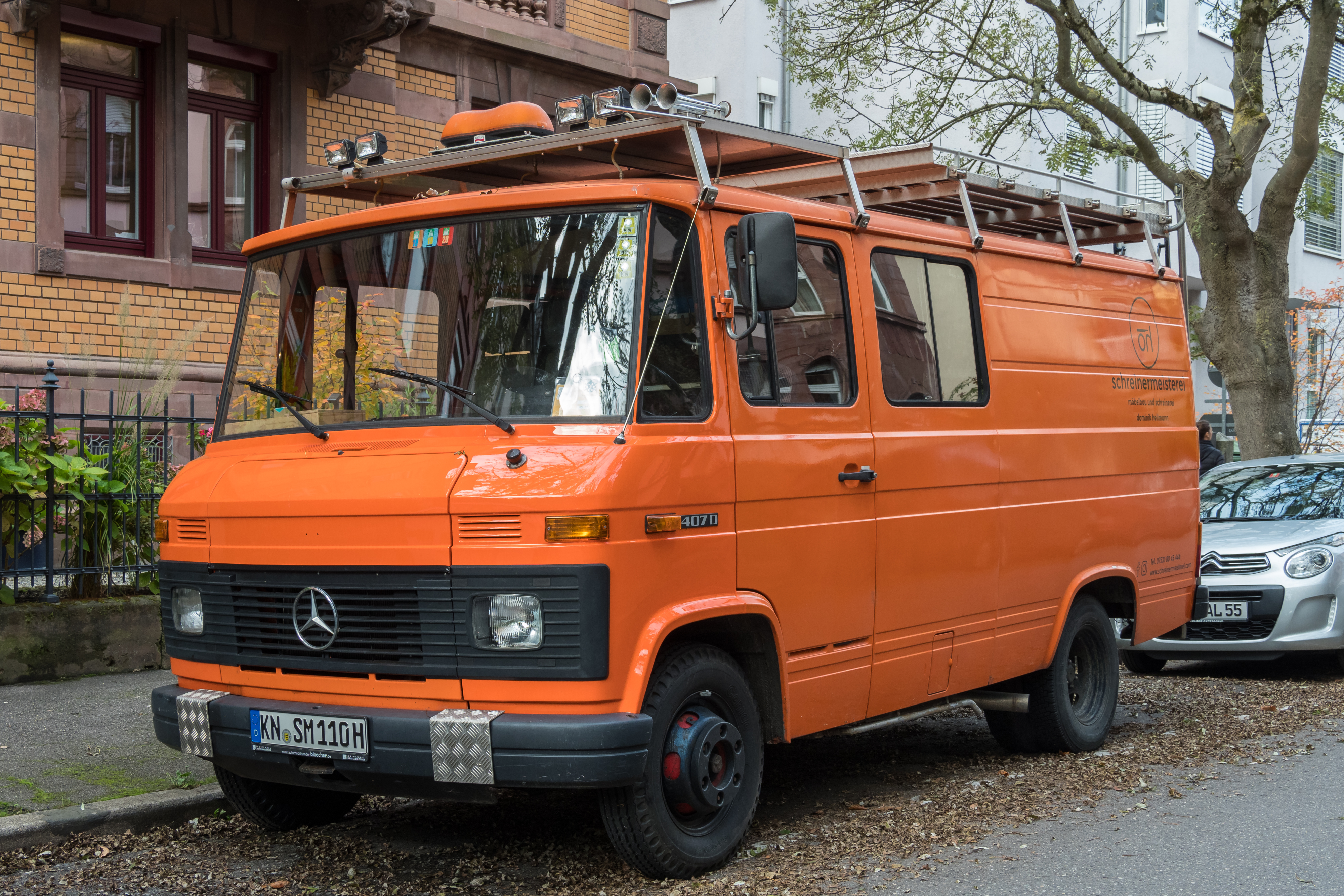
Mercedes-Benz L 407 D T2
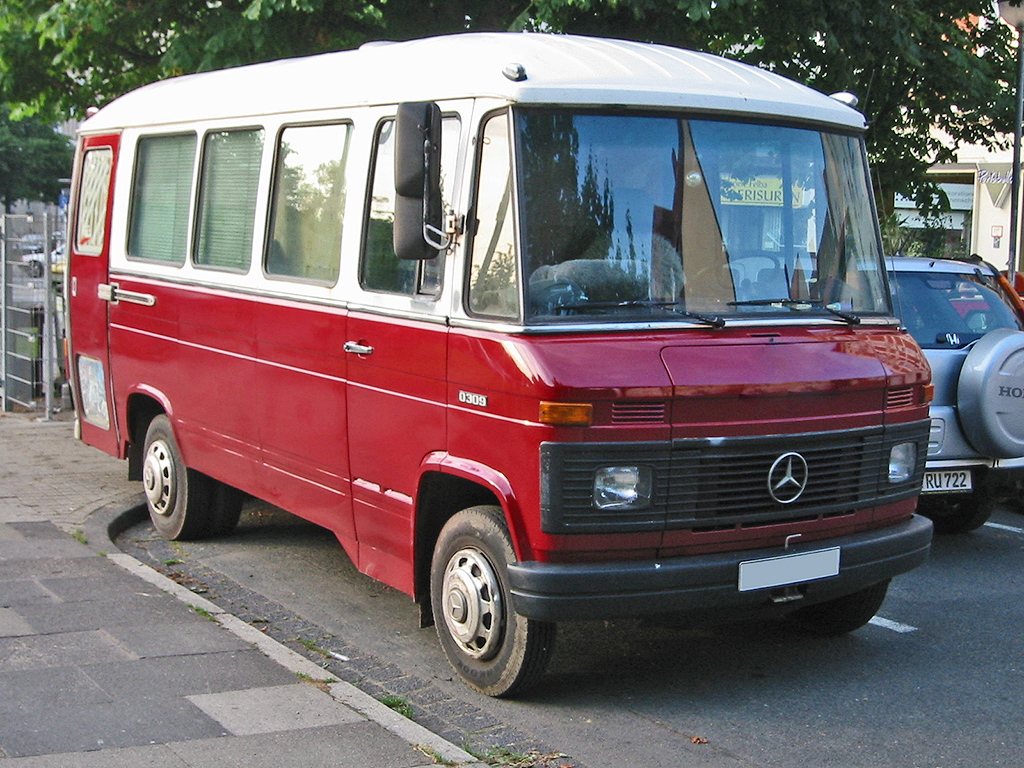
Mercedes-Benz T 2 in der Version als Kleinbus (O 309)
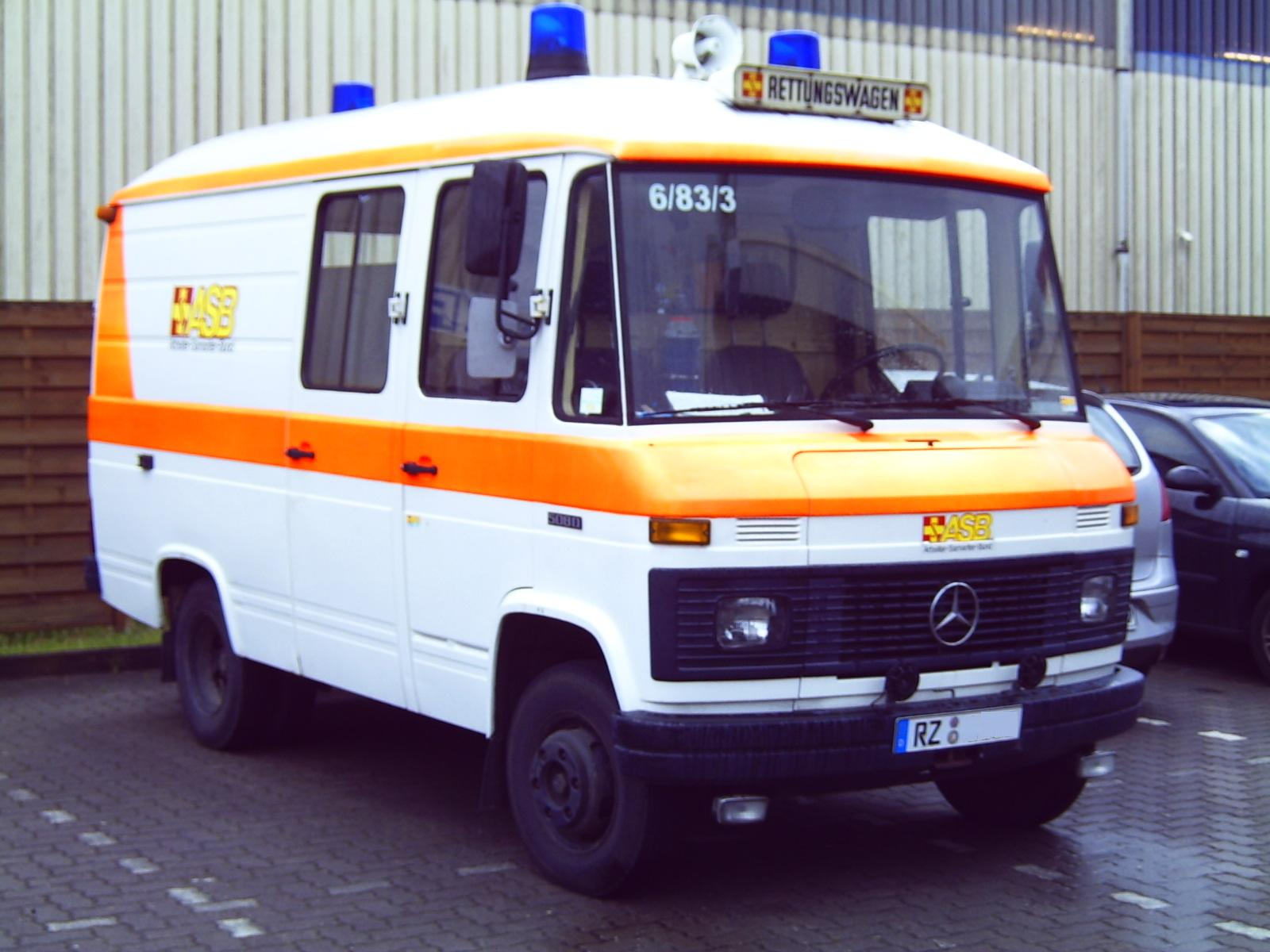
Mercedes-Benz 508 D Rettungswagen aus dem Jahr 1986

## Mercedes-Benz T 2 (neu), Baumuster: 667, 668, 669, 670
Die zweite, komplett neu entwickelte Generation des T 2 kam 1986 auf den Markt und wurde bis 1996 gebaut. Die Haube war ein Stück länger geworden, das Design insgesamt kantiger. Obgleich die Bezeichnung „Vario“ erst mit der dritten Generation einführt wurde, wird sie häufig im „normalen Sprachgebrauch“ – aufgrund des fast gleichen Erscheinungsbildes – auch auf diese Fahrzeuge angewandt. Der T 2 (neu) wurde vorrangig mit Dieselmotoren ausgestattet. Es gab folgende Diesel-Varianten: 507 D, 508 D, 511 D, 609 D, O 609 D, 611 D, O 611 D, O 614 D, 709 D, 711 D, 714 D, 809 D, 811 D, 814 D und 814 DA (A steht hier für Allrad). Das Modell Mercedes-Benz 510 war der einzige T 2 (neu) mit einem Ottomotor, dem M 102. In Zeiten hoher Dieselpreise erfreute sich der 510 zunehmender Beliebtheit, da er für die Umrüstung auf LPG (Flüssiggas) geeignet war. 1991/92 wurde die Fertigung des T 2 aus Düsseldorf ins Werk Ludwigsfelde verlagert, wo auch das Nachfolgemodell Vario ab 1996 vom Band lief (bis 2013).

### Modelle
| Bezeichnung Verkauf               | Hubraum cm3                  | Bohrung × Hub mm             | Motor Baureihe                         | Motor Baumuster              | Leistung kW (PS) bei min−1   | Drehmoment Nm bei min−1      | Bauzeit                      | Einspritzsystem                          |
| Reihenvierzylinder-Ottomotor      | Reihenvierzylinder-Ottomotor | Reihenvierzylinder-Ottomotor | Reihenvierzylinder-Ottomotor           | Reihenvierzylinder-Ottomotor | Reihenvierzylinder-Ottomotor | Reihenvierzylinder-Ottomotor | Reihenvierzylinder-Ottomotor | Reihenvierzylinder-Ottomotor             |
| --------------------------------- | ---------------------------- | ---------------------------- | -------------------------------------- | ---------------------------- | ---------------------------- | ---------------------------- | ---------------------------- | ---------------------------------------- |
| 510                               | 2299                         | ø95,5 × 80,25                | M 102                                  | 102.946 ?                    | 70 (95) 77(105) 5100         | 185 2200–2700                | 1986–1996                    | Vergaser                                 |
| Reihenvierzylinder-Dieselmotor    |                              |                              |                                        |                              |                              |                              |                              |                                          |
| 507 D                             | 2399                         | ø90,9 × 92,4                 | OM 616                                 | 616.914                      | 53 (72) 4400                 | 137 2400                     | 1986–1989                    | Reiheneinspritzpumpe Leitung Düsenhalter |
| 508 D                             | 2299                         | ø89 × 92,4                   | OM 601 D23                             | 601.941                      | 58 (79) 3800                 | 157 2000–2800                | 1989–1996                    | Reiheneinspritzpumpe Leitung Düsenhalter |
| 609 D, 709 D, 809 D               | 3972                         | ø97,5 × 133                  | OM 364                                 | 364.906, .911, .912, .913    | 66 (90) 2800                 | 266 1400–2200                | 1986–1992                    | Reiheneinspritzpumpe Leitung Düsenhalter |
| 609 D, 709 D, 809 D               | 3972                         | ø97,5 × 133                  | OM 364                                 | 364.919, .920, .921          | 63 (86) 2800 Euro-1          | 254 1400–2200                | 1992–1996                    | Reiheneinspritzpumpe Leitung Düsenhalter |
| 711 D, 811 D                      | 3972                         | ø97,5 × 133                  | OM 364 A (Aufladung)                   | 364.950 364.952, .954        | 85 (115) 85 (116) 2600       | 378 1400–1500                | 1986–1992                    | Reiheneinspritzpumpe Leitung Düsenhalter |
| 711 D, 811 D                      | 3972                         | ø97,5 × 133                  | OM 364 A (Aufladung)                   | 364.957                      | 77 (105) 2600 Euro-1         | 358 1400–1500                | 1992–1996                    | Reiheneinspritzpumpe Leitung Düsenhalter |
| 611 D, 711 D, 811 D               | 3972                         | ø97,5 × 133                  | OM 364 LA (Ladeluftkühlung, Aufladung) | 354.902                      | 77 (105) 2600 Euro-2         | 345 1200–1500                | 1994–1996                    | Reiheneinspritzpumpe Leitung Düsenhalter |
| 814 D, 814 DA (4×4)               | 3972                         | ø97,5 × 133                  | OM 364 LA (Ladeluftkühlung, Aufladung) | 364.981                      | 100 (136) 2600               | 408 1400–1600                | 1987–1992                    | Reiheneinspritzpumpe Leitung Düsenhalter |
| 814 D, 814 DA (4×4)               | 3972                         | ø97,5 × 133                  | OM 364 LA (Ladeluftkühlung, Aufladung) | 364.986                      | 100 (136) 2600 Euro-1        | 428 1300–1800                | 1991–1994                    | Reiheneinspritzpumpe Leitung Düsenhalter |
| 614 D, 714 D, 814 D, 814 DA (4×4) | 3972                         | ø97,5 × 133                  | OM 364 LA (Ladeluftkühlung, Aufladung) | 354.923, .924, .925          | 103 (140) 2600 Euro-2        | 500 1200–1500                | 1994–1996                    | Reiheneinspritzpumpe Leitung Düsenhalter |

### Galerie

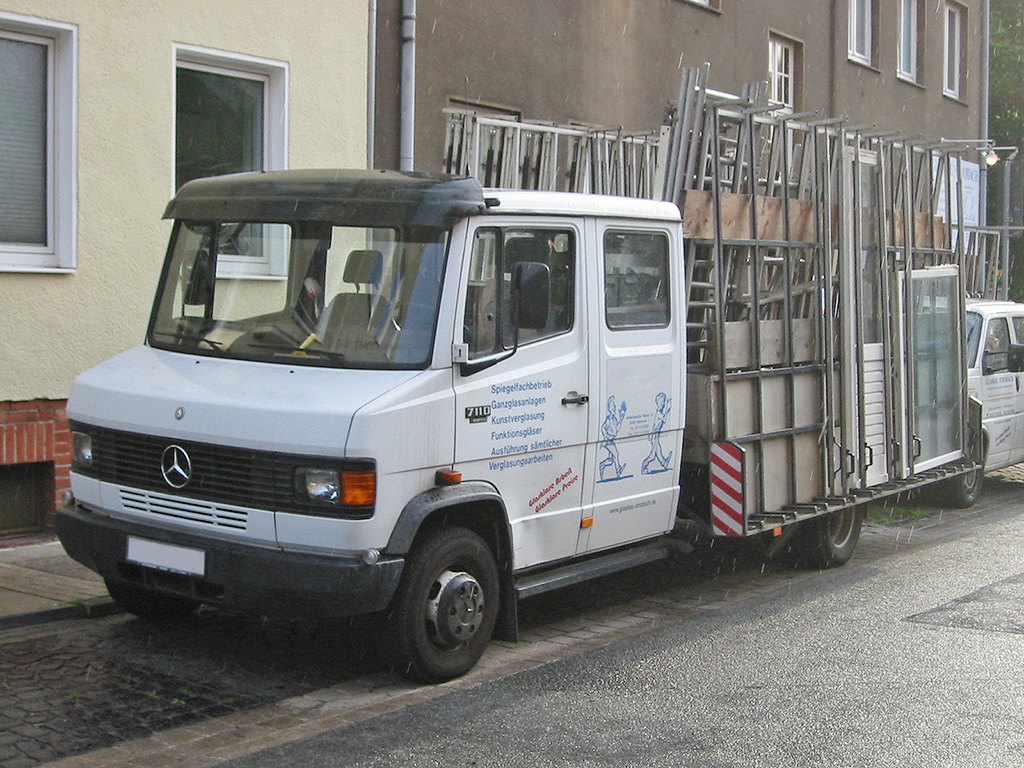
MB 711 D Pritschenwagen mit Doppelkabine und Glaseraufbau
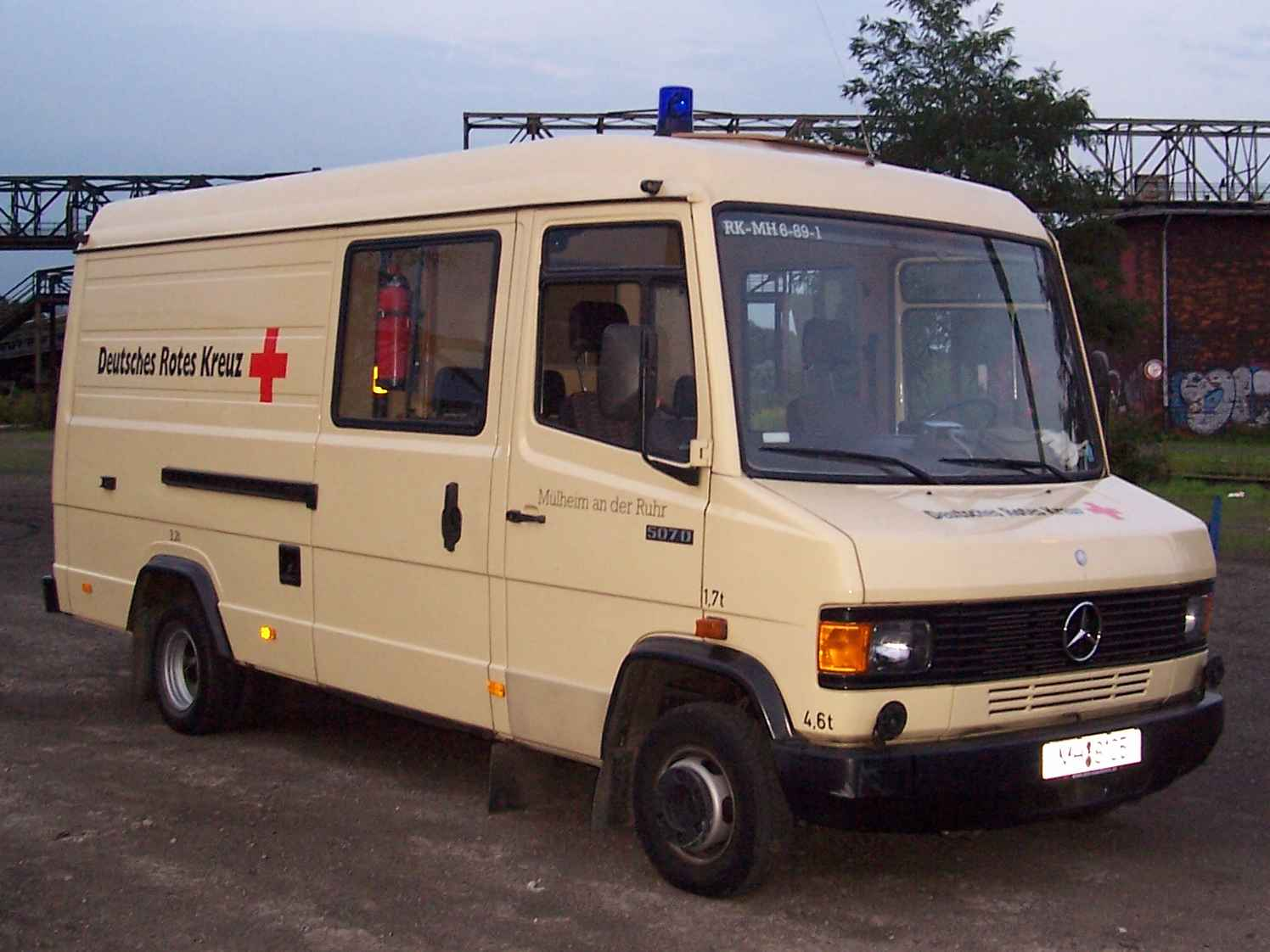
MB 507 D Arzttruppwagen, man beachte die höheren Türen des Kastenwagens
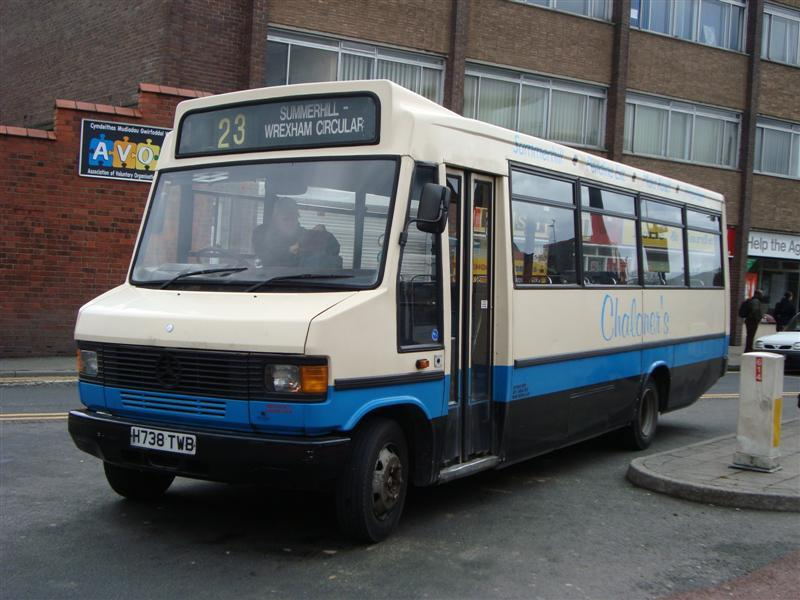
T-2-Bus mit Plaxton-Kleinbus-Aufbau und Rechtslenkung
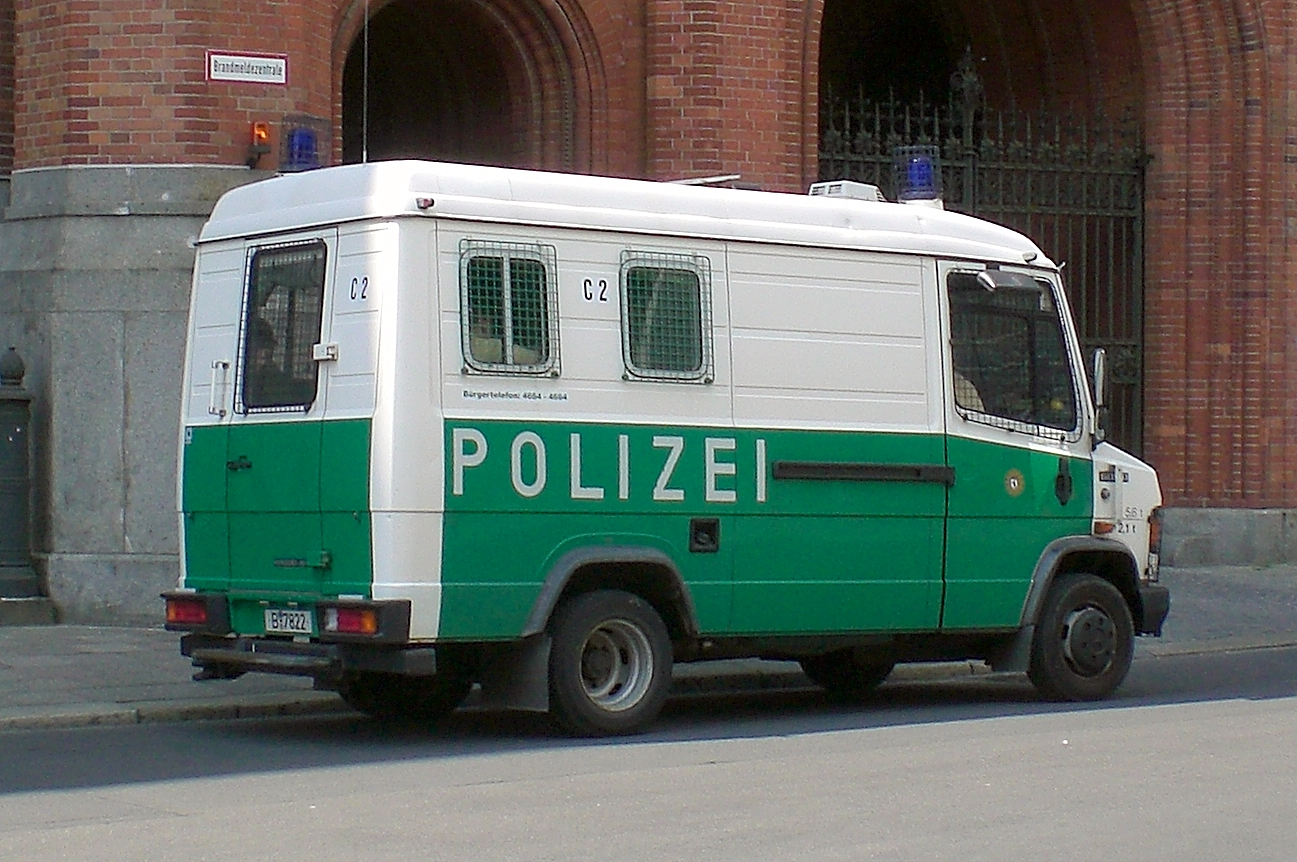
„Berliner Wanne“
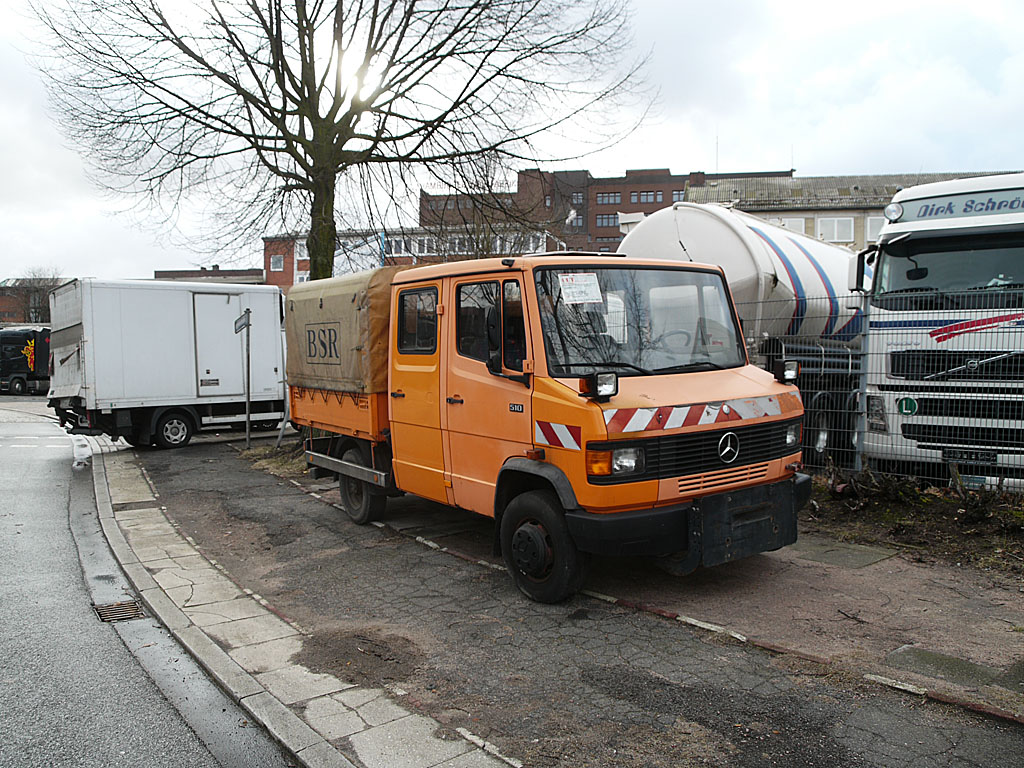
MB 510 Berliner Stadtreinigung mit M 102, Automatik und Katalysator
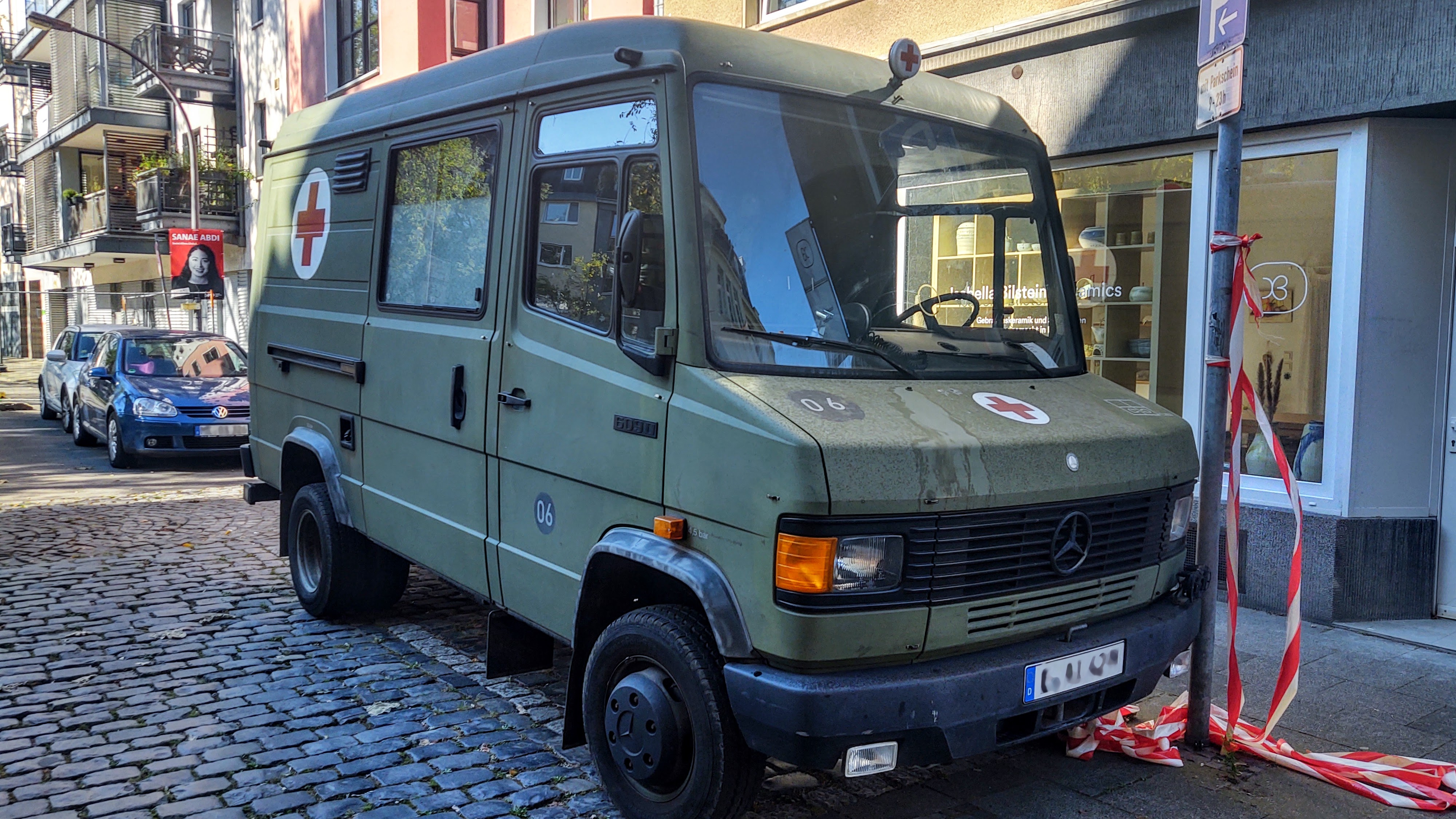
MB 609 D Krankentransport, ehemals Bundeswehr, Oldtimer, 1986–1992